# Domestikos ton Scholon

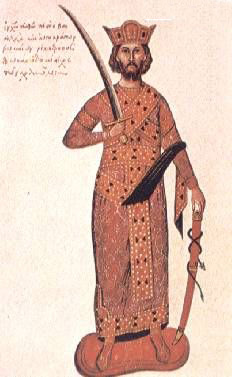
Keizer Nikephoros II Phokas was domestikos ton scholon vooraleer hij keizer werd in 963.

De domestikos ton scholon (δομέστικος τῶν σχολῶν) was een positie binnen het Byzantijnse leger, ontstaan in de 8e eeuw als commandant van de tagmata van de Scholae, de keizerlijke lijfwacht. Vanaf de 9e eeuw werd de positie belangrijker en zou ze uitgroeien tot een soort opperbevelhebber van het leger, na de keizer. Het belang verminderde na de 12e eeuw ten voordele van de Megas domestikos.